# 1N4148
1N4148 er en standard silicium switching diode. 1N4148 er en af de mest populære og langlivede switching dioder på grund af dens brugbare specifikationer og lave pris. Dens produktkode 1N4148 følger JEDEC JESD370B-nomenklaturet. 1N4148 er brugbar i switching anvendelser op til omkring 100 MHz med en reverse-recovery time på højst 4 nSek. 1N4148 leveres i et DO-35 glashus med tilledninger til hulmontering. Huset med tilledninger er brugbart til kredsløb opbygget på eksperimentalplader. En udgave beregnet til overflademontering, 1N4148WS, er tilgængelig i et plast hus.
1N4148 erstattede en ældre kendt diode 1N914, som har en 200 gange højere specificeret lækstrøm: 5 µA kontra 25 nA. 
Da lækstrøm normalt er en uønsket egenskab, producerer producenter 1N4148 og sælger dem under begge produktkoder. 
1N4148 bliver solgt af mange forskellige producenter; Texas Instruments lister deres version af 1N4148 i databladet fra oktober 1966.
Disse dioder er meget populære i lavstrømsanvendelser.
Der findes en lidt strammere specificeret diode end 1N4148 - 1N4448, som også bliver produceret af mange producenter.

## Specifikationer
- VRRM = 75-100 V — maksimal gentagen spærrespænding
- IO = 75-200 mA — midlet ensrettet lederetningsstrøm
- IF = 300 mA — maksimal lederetningsjævnstrøm
- VF = 1,0 V ledespændingsfald ved 10 mA.[8]
- IFSM = 1,0 A (pulsvarighed = 1 s), 4.0 A (pulsvarighed = 1 µs) — ikke-gentagen spids ledetransientstrøm
- PD = 500 mW — effektbelastning
- TRR < 4 ns — reverse-recovery time